# John Thomas Caine

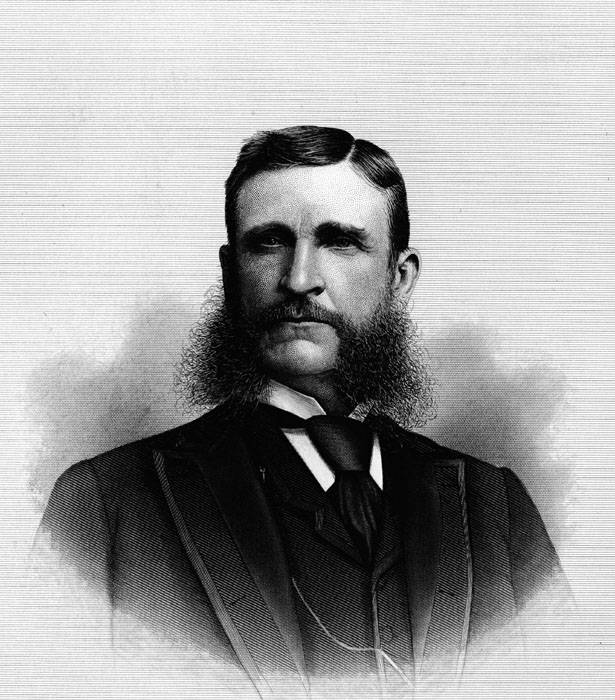
John Thomas Caine

John Thomas Caine (* 8. Januar 1829 in Patrick auf der Isle of Man; † 20. September 1911 in Salt Lake City, Utah) war ein US-amerikanischer Politiker. Zwischen 1882 und 1893 vertrat er das Utah-Territorium als Delegierter im US-Repräsentantenhaus.

## Frühe Jahre und Aufstieg
John Caine besuchte die öffentlichen Schulen seiner Heimat. Im Jahr 1846 kam er in die Vereinigten Staaten, wo er sich zunächst in New York City niederließ. Im Jahr 1848 zog er nach St. Louis in Missouri. Seit 1852 war er im Utah-Territorium ansässig, wo er als Lehrer arbeitete. Seit 1847 war er Mitglied der Mormonenbewegung, die in Utah die Mehrheit der Bevölkerung ausmachte. Zwischen 1856 und 1860 war er, außer im Jahr 1858, geschäftsführender Beamter des territorialen Regierungsrates. Im Jahr 1870 gehörte John Caine zu den Mitbegründern der Zeitung „Salt Lake Herald“. Caine war Mitglied der Demokratischen Partei. In den Jahren 1872 und 1882 war er Delegierter auf den verfassungsgebenden Versammlungen für Utah. Von 1874 bis 1882 gehört er dem territorialen Regierungsrat an, von 1876 bis 1882 war er Stadtschreiber in Salt Lake City.

## Umstrittene Kongresswahlen
Bei den Kongresswahlen des Jahres 1880 kam es im Utah-Territorium zu Turbulenzen. Obwohl der bisherige Delegierte George Q. Cannon von der Republikanischen Partei mit deutlicher Mehrheit wiedergewählt wurde, sprach Territorialgouverneur Eli Houston Murray den Sieg dessen Gegner Allen G. Campbell von der Liberal Party zu. Begründet wurde dies unter anderem mit dem Vorwurf der Polygamie, die mit dem Amtseid der Kongressabgeordneten nicht vereinbar sei. Zwar erhielt Cannon, nachdem er Beschwerde eingelegt hatte, durch die Verwaltung des Kongresses die Erlaubnis, dort als Delegierter für das Utah-Territorium aufzutreten. Am 25. Februar 1882 entschied das Repräsentantenhaus schließlich, dass keiner der beiden Kandidaten berechtigt sei, das Mandat auszuüben. Der freie Sitz des Delegierten für Utah ging nach einer Nachwahl an John Caine, der sein neues Mandat am 7. November 1882 antrat.

## Politische Laufbahn
Nach einigen Wiederwahlen konnte John Caine sein Amt im US-Kongress bis zum 3. März 1893 ausüben. Während der letzten beiden Legislaturperioden seit 1889 vertrat er die kurzlebige People’s Party. Bei den Wahlen des Jahres 1892 kandidierte er nicht mehr für den Kongress. Caine kehrte anschließend zur Demokratischen Partei zurück. Bei den ersten Gouverneurswahlen des neuen Staates kandidierte er im Jahr 1895 erfolglos für dieses Amt. Im Jahr 1896 wurde er in den Senat von Utah gewählt. Später übernahm er als Manager die Leitung der Zeitung „Salt Lake Herald“. John Thomas Caine starb im September 1911 und wurde in Salt Lake City beigesetzt.